# Droga krajowa B408 (Niemcy)
Droga krajowa 408 (Bundesstraße 408, B 408) – niemiecka droga krajowa przebiegająca na osi wschód - zachód, od granicy z Holandią koło Rütenbrock do skrzyżowania z drogą B70 koło Haren w Dolnej Saksonii.